# Schweizer Parlamentswahlen 1860/Resultate Nationalratswahlen

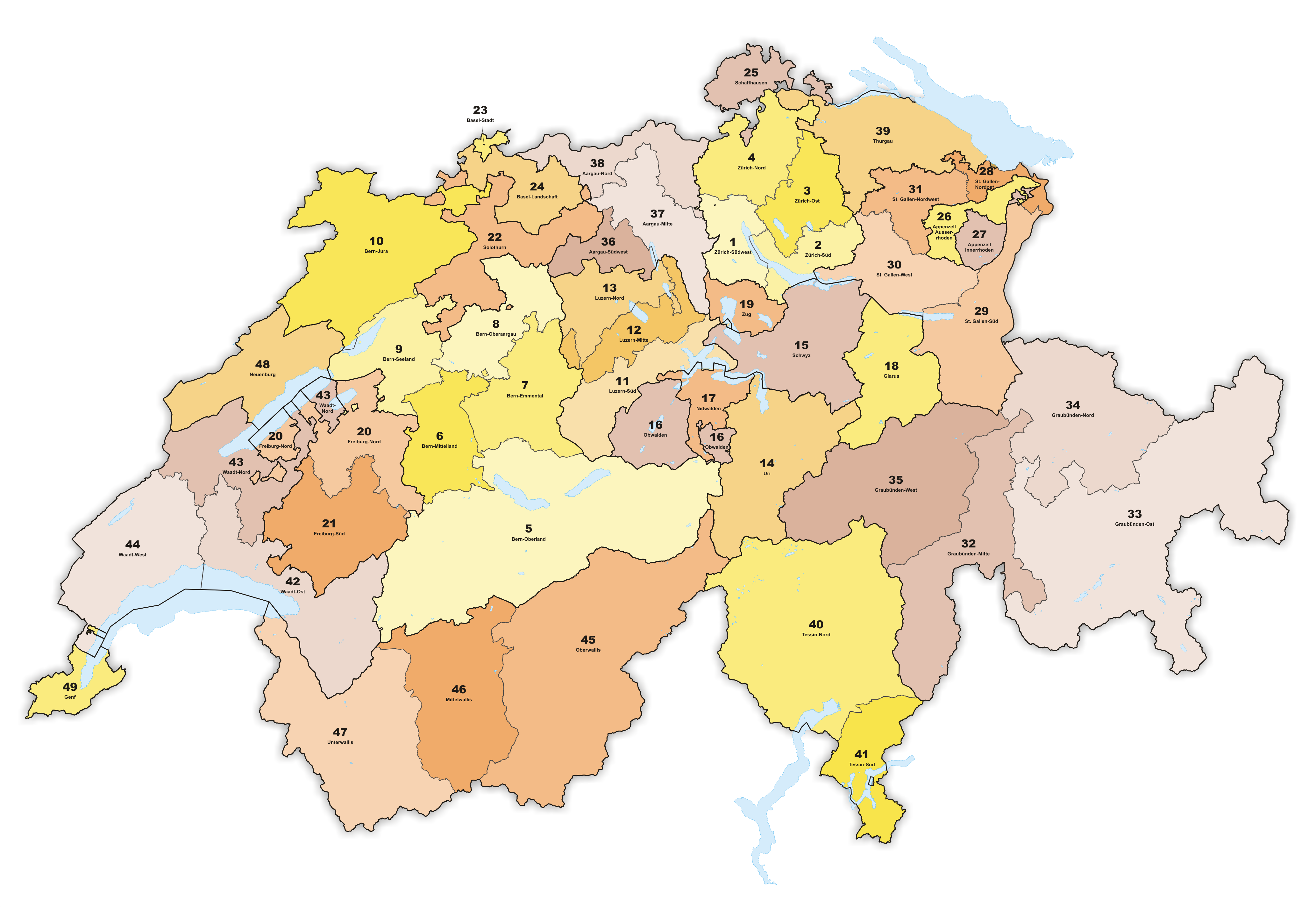
Nationalratswahlkreise von 1851 bis 1863

Die Nationalratswahlen der 5. Legislaturperiode fanden am 28. Oktober 1860 statt. Neu zu besetzen waren 120 Sitze im schweizerischen Nationalrat. Auf dieser Seite findet sich eine Übersicht über die detaillierten Resultate in den Kantonen.

## Erklärungen
Wie bei allen Wahlen vor der Einführung des heute üblichen Proporzwahlrechts im Jahr 1919 gelangte das Majorzwahlrecht zur Anwendung. Das Land war zu diesem Zweck in 49 unterschiedlich grosse Nationalratswahlkreise unterteilt, in denen ein bis vier Sitze zu vergeben waren. Angewendet wurde die so genannte romanische Mehrheitswahl, bei der ein Kandidat die absolute Mehrheit der abgegebenen Stimmen benötigte, um gewählt zu werden. Jeder Wähler hatte so viele Stimmen, wie Sitze zu vergeben waren. In einzelnen Wahlkreisen waren bis zu drei Wahlgänge notwendig.
In den Kantonen Appenzell Ausserrhoden, Appenzell Innerrhoden, Glarus, Obwalden, Nidwalden und Uri erfolgte die Wahl durch die jeweilige Landsgemeinde. Aus diesem Grund sind keine genauen Ergebnisse verfügbar.
- Wahlkreis: Die Wahlkreise waren fortlaufend nummeriert, geordnet nach der Reihenfolge der Kantone in der schweizerischen Bundesverfassung. Aufgrund der wechselnden Anzahl Wahlkreise im Laufe der Jahre erhielten manche mehrmals eine neue Nummer. Deshalb besitzen die weiterführenden Artikel ein Lemma mit einer inoffiziellen geographischen Bezeichnung.
- Gewählte Kandidaten sind fett markiert, nicht gewählte Kandidaten sind kursiv markiert

## Parteien
Eine Zuordnung von Kandidaten zu Parteien und politischen Gruppierungen ist nur bedingt möglich, da sie nicht auf offiziellen Parteilisten kandidierten. Der politischen Wirklichkeit des 19. Jahrhunderts entsprechend kann man eher von Parteiströmungen oder -richtungen sprechen. Die verwendeten Parteibezeichnungen sind daher eine ideologische Einschätzung.
- FL = Freisinnige Linke (Freisinnige, Radikale, Radikaldemokraten)
- LM = Liberale Mitte (Liberale, Liberaldemokraten)
- KK = Katholisch-Konservative
- ER = Evangelische Rechte (evangelische/reformierte Konservative)
- DL = Demokratische Linke (extreme Linke)

## Ergebnisse der Nationalratswahlen

### Kanton Aargau (10 Sitze)
| Wahlkreis | Sitze | Datum                           | Wahlbe- rechtigte | Anzahl Wählende | Wahlbe- teiligung | Gewählte und Nichtgewählte | Partei         | Stimmen                                               | Anteil                                                         |
| --------- | ----- | ------------------------------- | ----------------- | --------------- | ----------------- | --- | -------------- | ----------------------------------------------------- | -------------------------------------------------------------- |
| Nr. 36    | 3     | 28. Oktober 1860                | 11 215            | 9 364           | 83,5 %            | Friedrich Frey-Herosé Carl Feer-Herzog Samuel Frey Johann Plüss Jakob Thut Adolf Fischer Samuel Schwarz                                                          | LM LM FL LM FL | 7 566 4 089 4 038 2 393 2 392 2 035 1 781             | 80,8 % 43,7 % 43,1 % 25,6 % 25,5 % 21,7 % 19,0 %               |
| Nr. 36    | 3     | 11. November 1860 (2. Wahlgang) | 11 222            | 9 367           | 83,5 %            | Carl Feer-Herzog Samuel Frey Adolf Fischer | LM LM LM       | 8 131 4 527 4 154                                     | 86,8 % 48,3 % 44,3 %                                           |
| Nr. 36    | 3     | 25. November 1860 (3. Wahlgang) | ca. 11 000        | 9 336           | 84,9 %            | Samuel Frey Adolf Fischer | LM LM          | 4 856 4 231                                           | 52,0 % 45,3 %                                                  |
| Nr. 36    | 3     | 6. Januar 1861                  | ca. 11 000        | 9 146           | 83,1 %            | Adolf Fischer | LM             | 7 413                                                 | 81,1 %                                                         |
| Nr. 37    | 4     | 28. Oktober 1860                | 17 539            | 13 976          | 79,7 %            | Johann Rudolf Ringier Johann Peter Bruggisser Gottlieb Jäger Samuel Schwarz Franz Waller Peter Suter Augustin Keller Rudolf Lindenmann                           | LM FL LM FL FL | 9 394 9 089 8 407 5 815 5 299 4 032 2 906 2 612       | 67,2 % 65,0 % 60,2 % 41,6 % 37,9 % 28,8 % 20,8 % 18,7 %        |
| Nr. 37    | 4     | 11. November 1860 (2. Wahlgang) | ca. 17 550        | 13 274          | 75,6 %            | Franz Waller Peter Suter | FL FL          | 7 843 3 887                                           | 59,1 % 29,3 %                                                  |
| Nr. 38    | 3     | 28. Oktober 1860                | 13 124            | 10 139          | 77,3 %            | Wilhelm Karl Baldinger Augustin Keller Franz Waller Friedrich Joseph Bürli Joseph Stäuble Wilhelm Ducloux Karl Friedrich Brentano Jakob Frey Raimund Schleuniger | KK FL KK       | 6 666 5 949 2 902 2 839 1 632 1 310 1 218 1 079 1 053 | 65,7 % 58,7 % 28,6 % 28,0 % 16,1 % 12,9 % 12,0 % 10,6 % 10,4 % |
| Nr. 38    | 3     | 11. November 1860 (2. Wahlgang) | 13 080            | 10 581          | 80,9 %            | Friedrich Joseph Bürli Jakob Frey Joseph Stäuble | FL FL FL       | 5 273 2 030 1 674                                     | 49,8 % 19,2 % 15,8 %                                           |
| Nr. 38    | 3     | 25. November 1860 (3. Wahlgang) | ca. 13 100        | 10 262          | 78,3 %            | Friedrich Joseph Bürli Joseph Stäuble | FL FL          | 7 201 1 711                                           | 70,2 % 16,7 %                                                  |

### Kanton Appenzell Ausserrhoden (2 Sitze)
| Wahlkreis | Sitze | Datum            | Wahlbe- rechtigte | Gewählte                              | Partei |
| --------- | ----- | ---------------- | ----------------- | ------------------------------------- | ------ |
| Nr. 26    | 2     | 28. Oktober 1860 | ca. 10 000        | Johannes Roth Adolf Friedrich Zürcher | LM LM  |

### Kanton Appenzell Innerrhoden (1 Sitz)
| Wahlkreis | Sitze | Datum            | Wahlbe- rechtigte | Gewählte              | Partei |
| --------- | ----- | ---------------- | ----------------- | --------------------- | ------ |
| Nr. 27    | 1     | 28. Oktober 1860 | ca. 2 600         | Johann Baptist Dähler | KK     |

### Kanton Basel-Landschaft (2 Sitze)
| Wahlkreis | Sitze | Datum            | Wahlbe- rechtigte | Anzahl Wählende | Wahlbe- teiligung | Gewählte und Nichtgewählte                                    | Partei      | Stimmen                 | Anteil                      |
| --------- | ----- | ---------------- | ----------------- | --------------- | ----------------- | ------------------------------------------------------------- | ----------- | ----------------------- | --------------------------- |
| Nr. 24    | 2     | 28. Oktober 1860 | 10 750            | 2 711           | 25,2 %            | Daniel Bieder Stephan Gutzwiller Jakob Graf Rudolf Riggenbach | FL FL DL DL | 1 944 1 474 0 705 0 688 | 71,7 % 54,4 % 26,0 % 25,4 % |

### Kanton Basel-Stadt (1 Sitz)
| Wahlkreis | Sitze | Datum            | Wahlbe- rechtigte | Anzahl Wählende | Wahlbe- teiligung | Gewählte und Nichtgewählte         | Partei | Stimmen     | Anteil        |
| --------- | ----- | ---------------- | ----------------- | --------------- | ----------------- | ---------------------------------- | ------ | ----------- | ------------- |
| Nr. 23    | 1     | 28. Oktober 1860 | 4 741             | 3 861           | 81,4 %            | Johann Jakob Stehlin Wilhelm Klein | LM FL  | 2 225 1 574 | 57,6 % 40,8 % |

### Kanton Bern (23 Sitze)
| Wahlkreis | Sitze | Datum                           | Wahlbe- rechtigte | Anzahl Wählende | Wahlbe- teiligung | Gewählte und Nichtgewählte | Partei               | Stimmen                                         | Anteil                                                  |
| --------- | ----- | ------------------------------- | ----------------- | --------------- | ----------------- | --- | -------------------- | ----------------------------------------------- | ------------------------------------------------------- |
| Nr. 5     | 4     | 28. Oktober 1860                | 16 975            | 5 377           | 31,7 %            | Karl Engemann Johann Jakob Karlen Jakob Karlen Jakob Scherz                                                                                              | FL FL FL             | 4 379 4 361 4 317 4 232                         | 81,4 % 81,1 % 80,3 % 78,7 %                             |
| Nr. 6     | 4     | 28. Oktober 1860                | 17 557            | 7 077           | 40,3 %            | Christoph Albert Kurz Jakob Stämpfli Eduard Blösch Johann Rudolf Schneider Gottlieb Ludwig Lauterburg August von Gonzenbach Niklaus Niggeler Karl Schenk | ER FL ER FL ER FL FL | 3 746 3 598 3 362 3 099 3 029 3 009 2 756 2 695 | 52,9 % 50,8 % 47,5 % 43,8 % 42,8 % 42,5 % 39,9 % 38,1 % |
| Nr. 6     | 4     | 11. November 1860 (2. Wahlgang) | 17 247            | 6 188           | 35,9 %            | Eduard Blösch Niklaus Niggeler Friedrich Kilian Gottlieb Ludwig Lauterburg                                                                               | ER FL ER ER          | 3 170 2 892 2 830 2 781                         | 51,2 % 46,7 % 45,7 % 44,9 %                             |
| Nr. 6     | 4     | 18. November 1860 (3. Wahlgang) | 17 247            | 7 018           | 40,7 %            | Niklaus Niggeler Gottlieb Ludwig Lauterburg | FL ER                | 3 586 3 267                                     | 51,1 % 46,6 %                                           |
| Nr. 6     | 4     | 6. Januar 1861                  | 17 247            | 7 018           | 40,7 %            | Friedrich Kilian Gottlieb Ludwig Lauterburg | FL ER                | 3 779 3 239                                     | 53,8 % 46,2 %                                           |
| Nr. 7     | 4     | 28. Oktober 1860                | 16 102            | 6 074           | 37,7 %            | Karl Karrer Johann Ulrich Gfeller Samuel Lehmann Rudolf Schmid                                                                                           | FL FL FL             | 4 252 4 182 4 095 3 807                         | 70,0 % 68,9 % 67,4 % 62,7 %                             |
| Nr. 8     | 4     | 28. Oktober 1860                | 16 684            | 7 365           | 44,1 %            | Johann Rudolf Vogel Jakob Steiner Johann Bützberger Johann Weber                                                                                         | FL FL FL             | 5 680 5 670 5 502 5 336                         | 77,1 % 77,0 % 74,7 % 72,5 %                             |
| Nr. 9     | 3     | 28. Oktober 1860                | 13 095            | 6 588           | 50,3 %            | Jakob Stämpfli Johann Rudolf Schneider Christian Sahli                                                                                                   | FL FL FL             | 5 054 4 858 4 740                               | 76,7 % 73,7 % 71,9 %                                    |
| Nr. 9     | 3     | 11. November 1860 (2. Wahlgang) | 13 095            | 6 306           | 49,5 %            | Jean Sessler Jakob Leuenberger | FL FL                | 3 303 2 005                                     | 52,4 % 31,8 %                                           |
| Nr. 10    | 4     | 28. Oktober 1860                | 16 587            | 9 950           | 60,0 %            | Paul Migy Édouard Carlin Xavier Stockmar Cyprien Revel Olivier Bernard Alfred Ganguillet Joseph Trouillat Pierre-Ignace Aubry                            | FL FL ER KK KK       | 6 994 6 937 6 768 6 723 3 176 2 124 2 106 2 104 | 70,3 % 69,7 % 68,0 % 67,6 % 31,9 % 21,3 % 21,3 % 21,3 % |

### Kanton Freiburg (5 Sitze)
| Wahlkreis | Sitze | Datum            | Wahlbe- rechtigte | Anzahl Wählende | Wahlbe- teiligung | Gewählte und Nichtgewählte                                                                      | Partei         | Stimmen                       | Anteil                             |
| --------- | ----- | ---------------- | ----------------- | --------------- | ----------------- | ----------------------------------------------------------------------------------------------- | -------------- | ----------------------------- | ---------------------------------- |
| Nr. 20    | 3     | 28. Oktober 1860 | ca. 15 000        | 5 799           | 38,7 %            | François-Xavier Bondallaz Alfred Vonderweid Johann Anton Engelhard Nicolas Glasson Eduard Huber | KK KK LM FL FL | 5 012 4 784 4 637 0 710 0 690 | 87,3 % 83,4 % 80,8 % 12,4 % 12,0 % |
| Nr. 21    | 2     | 28. Oktober 1860 | ca. 10 000        | 4 488           | 44,9 %            | Louis de Wuilleret Hubert Charles Georges Clément Nicolas Glasson                               | KK KK FL FL    | 3 743 3 647 0 681 0 645       | 84,0 % 81,8 % 15,3 % 14,5 %        |

### Kanton Genf (3 Sitze)
| Wahlkreis | Sitze | Datum            | Wahlbe- rechtigte | Anzahl Wählende | Wahlbe- teiligung | Gewählte und Nichtgewählte                                                               | Partei      | Stimmen                       | Anteil                             |
| --------- | ----- | ---------------- | ----------------- | --------------- | ----------------- | ---------------------------------------------------------------------------------------- | ----------- | ----------------------------- | ---------------------------------- |
| Nr. 49    | 3     | 28. Oktober 1860 | 15 100            | 5 954           | 39,4 %            | Philippe Camperio James Fazy Jean-Jacques Challet-Venel William de la Rive Émile Gautier | LM FL LM LM | 5 735 3 540 3 427 2 485 2 392 | 96,9 % 59,8 % 57,9 % 42,0 % 40,4 % |

### Kanton Glarus (2 Sitze)
| Wahlkreis | Sitze | Datum            | Wahlbe- rechtigte | Gewählte                 | Partei |
| --------- | ----- | ---------------- | ----------------- | ------------------------ | ------ |
| Nr. 18    | 2     | 28. Oktober 1860 | ca. 7 200         | Joachim Heer Peter Jenny | LM LM  |

### Kanton Graubünden (4 Sitze)
| Wahlkreis | Sitze | Datum                           | Wahlbe- rechtigte | Anzahl Wählende | Wahlbe- teiligung | Gewählte und Nichtgewählte                                                               | Partei   | Stimmen                       | Anteil                             |
| --------- | ----- | ------------------------------- | ----------------- | --------------- | ----------------- | ---------------------------------------------------------------------------------------- | -------- | ----------------------------- | ---------------------------------- |
| Nr. 32    | 1     | 28. Oktober 1860                | 5 755             | 2 380           | 41,4 %            | Johann Bartholome Caflisch Johann Andreas Sprecher Peter Conradin von Planta             | FL ER LM | 1 147 0 749 0 355             | 48,2 % 31,5 % 14,9 %               |
| Nr. 32    | 1     | 18. November 1860 (2. Wahlgang) | 5 755             | 2 758           | 47,9 %            | Johann Bartholome Caflisch Johann Andreas Sprecher                                       | FL ER    | 1 606 1 103                   | 58,2 % 40,0 %                      |
| Nr. 33    | 1     | 28. Oktober 1860                | 5 182             | 2 020           | 39,0 %            | Andreas Rudolf von Planta Remigius Peterelli Peter Lorenz Steiner                        | LM KK LM | 0 894 0 462 0 229             | 44,3 % 22,9 % 11,3 %               |
| Nr. 33    | 1     | 18. November 1860 (2. Wahlgang) | 5 182             | 2 384           | 46,0 %            | Andreas Rudolf von Planta Remigius Peterelli Peter Lorenz Steiner                        | LM KK LM | 1 224 0 695 0 330             | 51,3 % 29,2 % 13,8 %               |
| Nr. 34    | 1     | 28. Oktober 1860                | 5 325             | 2 622           | 49,2 %            | Johann Gaudenz von Salis Johann Rudolf Brosi Hans Hold Christian Valentin Gaudenz Gadmer | FL FL FL | 0 948 0 532 0 346 0 307 0 299 | 36,2 % 20,3 % 13,2 % 11,7 % 11,4 % |
| Nr. 34    | 1     | 18. November 1860 (2. Wahlgang) | 5 325             | 2 863           | 53,8 %            | Johann Gaudenz von Salis Hans Hold Johann Rudolf Brosi                                   | FL FL FL | 1 641 0 387 0 370             | 57,5 % 13,5 % 12,9 %               |
| Nr. 35    | 1     | 28. Oktober 1860                | 5 134             | 3 489           | 68,0 %            | Caspar de Latour Johann R. von Toggenburg                                                | FL KK    | 1 990 1 436                   | 57,0 % 41,2 %                      |

### Kanton Luzern (7 Sitze)
| Wahlkreis | Sitze | Datum             | Wahlbe- rechtigte | Anzahl Wählende | Wahlbe- teiligung | Gewählte und Nichtgewählte                                                                             | Partei         | Stimmen                                   | Anteil                                           |
| --------- | ----- | ----------------- | ----------------- | --------------- | ----------------- | --- | -------------- | ----------------------------------------- | ------------------------------------------------ |
| Nr. 11    | 2     | 28. Oktober 1860  | 7 975             | 2 861           | 35,9 %            | Josef Martin Knüsel Josef Bucher Josef Banz                                                            | LM FL KK       | 2 547 1 708 0 961                         | 89,0 % 59,7 % 33,6 %                             |
| Nr. 11    | 2     | 30. Dezember 1860 | 7 975             | 1 442           | 18,1 %            | Josef Vonmatt                                                                                          | FL             | 1 281                                     | 88,8 %                                           |
| Nr. 12    | 2     | 28. Oktober 1860  | 7 831             | 1 917           | 24,5 %            | Philipp Anton von Segesser Vinzenz Fischer                                                             | KK KK          | 1 698 1 656                               | 88,6 % 86,4 %                                    |
| Nr. 13    | 3     | 28. Oktober 1860  | 11 398            | 3 845           | 33,7 %            | Casimir Pfyffer Josef Sigmund Bühler Franz Widmer Jost Weber Julius Schnyder Jost Peyer Anton Schnyder | FL FL LM KK FL | 2 533 2 288 2 094 1 335 1 082 1 073 0 537 | 65,9 % 59,5 % 54,5 % 34,7 % 28,1 % 27,9 % 14,0 % |

### Kanton Neuenburg (4 Sitze)
| Wahlkreis | Sitze | Datum            | Wahlbe- rechtigte | Anzahl Wählende | Wahlbe- teiligung | Gewählte und Nichtgewählte | Partei             | Stimmen                                         | Anteil                                                  |
| --------- | ----- | ---------------- | ----------------- | --------------- | ----------------- | --- | ------------------ | ----------------------------------------------- | ------------------------------------------------------- |
| Nr. 48    | 4     | 28. Oktober 1860 | 20 500            | 7 670           | 37,4 %            | Alexis-Marie Piaget Jules Philippin Ami Girard Louis Grandpierre Louis Brandt Paul-Émile Jacottet Frédéric Perrot Henri-Florian Calame | FL FL sonst. ER ER | 5 037 4 910 4 838 4 375 2 927 2 603 2 576 2 500 | 65,7 % 64,0 % 63,1 % 57,0 % 38,2 % 33,9 % 33,6 % 32,6 % |

### Kanton Nidwalden (1 Sitz)
| Wahlkreis | Sitze | Datum            | Wahlbe- rechtigte | Gewählte     | Partei |
| --------- | ----- | ---------------- | ----------------- | ------------ | ------ |
| Nr. 17    | 1     | 28. Oktober 1860 | ca. 2 500         | Alois Wyrsch | LM     |

### Kanton Obwalden (1 Sitz)
| Wahlkreis | Sitze | Datum            | Wahlbe- rechtigte | Gewählte   | Partei |
| --------- | ----- | ---------------- | ----------------- | ---------- | ------ |
| Nr. 16    | 1     | 28. Oktober 1860 | ca. 3 000         | Franz Wirz | KK     |

### Kanton Schaffhausen (2 Sitze)
| Wahlkreis | Sitze | Datum            | Wahlbe- rechtigte | Anzahl Wählende | Wahlbe- teiligung | Gewählte und Nichtgewählte                                                   | Partei      | Stimmen                 | Anteil                      |
| --------- | ----- | ---------------- | ----------------- | --------------- | ----------------- | ---------------------------------------------------------------------------- | ----------- | ----------------------- | --------------------------- |
| Nr. 25    | 2     | 28. Oktober 1860 | 6 650             | 6 066           | 91,2 %            | Friedrich Peyer im Hof Johann Heinrich Ammann Wilhelm Joos Johann Georg Fuog | FL LM DL FL | 3 815 3 248 2 591 0 670 | 62,9 % 53,5 % 42,7 % 11,0 % |

### Kanton Schwyz (2 Sitze)
| Wahlkreis | Sitze | Datum            | Wahlbe- rechtigte | Anzahl Wählende | Wahlbe- teiligung | Gewählte und Nichtgewählte                                             | Partei      | Stimmen                 | Anteil                      |
| --------- | ----- | ---------------- | ----------------- | --------------- | ----------------- | ---------------------------------------------------------------------- | ----------- | ----------------------- | --------------------------- |
| Nr. 15    | 2     | 28. Oktober 1860 | 11 750            | 1 732           | 14,7 %            | Karl Styger Josef Anton Georg Büeler Peter Bisig Joseph von Hettlingen | KK KK FL KK | 1 596 1 258 0 337 0 216 | 92,1 % 72,6 % 19,5 % 12,5 % |

### Kanton Solothurn (3 Sitze)
| Wahlkreis | Sitze | Datum            | Wahlbe- rechtigte | Anzahl Wählende | Wahlbe- teiligung | Gewählte und Nichtgewählte                 | Partei   | Stimmen              | Anteil               |
| --------- | ----- | ---------------- | ----------------- | --------------- | ----------------- | ------------------------------------------ | -------- | -------------------- | -------------------- |
| Nr. 22    | 3     | 28. Oktober 1860 | 16 415            | 10 993          | 67,0 %            | Franz Bünzli Simon Kaiser Benedikt von Arx | KK FL FL | 10 690 10 562 10 104 | 97,2 % 96,1 % 91,9 % |

### Kanton St. Gallen (8 Sitze)
| Wahlkreis | Sitze | Datum                           | Wahlbe- rechtigte | Anzahl Wählende | Wahlbe- teiligung | Gewählte und Nichtgewählte                                                                  | Partei      | Stimmen                 | Anteil                      |
| --------- | ----- | ------------------------------- | ----------------- | --------------- | ----------------- | ------------------------------------------------------------------------------------------- | ----------- | ----------------------- | --------------------------- |
| Nr. 28    | 2     | 28. Oktober 1860                | 12 216            | 9 643           | 78,9 %            | Wilhelm Matthias Naeff Joseph Marzell Hoffmann Johann Baptist Müller                        | LM LM KK    | 8 969 5 731 3 328       | 95,3 % 60,9 % 35,4 %        |
| Nr. 28    | 2     | 13. Januar 1861                 | 12 216            | 8 800           | 72,0 %            | Johann Baptist Weder Johann Baptist Müller                                                  | FL KK       | 5 695 3 052             | 64,7 % 34,7 %               |
| Nr. 29    | 2     | 28. Oktober 1860                | 11 927            | 7 873           | 66,0 %            | Josef Leonhard Bernold Paravizin Hilty Josef Guldin Johannes Zündt                          | LM LM KK KK | 4 322 4 185 3 302 2 962 | 55,8 % 54,0 % 42,6 % 38,2 % |
| Nr. 30    | 2     | 28. Oktober 1860                | 12 476            | 8 968           | 71,9 %            | Johann Rudolf Raschle Basil Ferdinand Curti Xaver Rickenmann                                | FL DL KK    | 8 445 5 232 3 521       | 95,7 % 59,3 % 39,9 %        |
| Nr. 31    | 2     | 28. Oktober 1860                | 12 274            | 10 202          | 83,1 %            | Johann Matthias Hungerbühler Johann Joseph Müller Carl Georg Jakob Sailer Benedikt Höfliger | FL KK FL KK | 5 362 4 958 4 930 4 485 | 53,4 % 49,4 % 49,1 % 44,7 % |
| Nr. 31    | 2     | 11. November 1860 (2. Wahlgang) | 12 274            | 10 958          | 89,3 %            | Carl Georg Jakob Sailer Johann Joseph Müller                                                | FL KK       | 5 475 5 280             | 50,6 % 48,8 %               |

### Kanton Tessin (6 Sitze)
| Wahlkreis | Sitze | Datum            | Wahlbe- rechtigte | Anzahl Wählende | Wahlbe- teiligung | Gewählte und Nichtgewählte                                                                                    | Partei      | Stimmen                             | Anteil                                    |
| --------- | ----- | ---------------- | ----------------- | --------------- | ----------------- | --- | ----------- | ----------------------------------- | ----------------------------------------- |
| Nr. 40    | 3     | 28. Oktober 1860 | 14 366            | 9 078           | 63,2 %            | Giacomo Luvini Carlo Soldini Giovanni Battista Ramelli Massimiliano Magatti Angelo Taddei Brenni              | FL FL KK KK | 5 255 5 118 4 848 4 002 3 924 3 837 | 57,9 % 56,4 % 53,4 % 44,1 % 43,2 % 42,3 % |
| Nr. 41    | 3     | 28. Oktober 1860 | 14 489            | 8 288           | 57,2 %            | Giovanni Jauch Giovanni Battista Pioda Michele Pedrazzini Luigi Gabuzzi Ferdinando Cattaneo Giuseppe Patocchi | FL FL KK FL | 4 583 4 315 4 216 3 994 3 659 3 460 | 55,3 % 52,1 % 50,9 % 48,2 % 44,1 % 41,7 % |
| Nr. 41    | 3     | 13. Januar 1861  | 14 489            | 3 736           | 25,8 %            | Daniele Capponi Paolo Mordasini                                                                               | FL FL       | 2 541 0 846                         | 68,0 % 22,6 %                             |

### Kanton Thurgau (4 Sitze)
| Wahlkreis | Sitze | Datum            | Wahlbe- rechtigte | Anzahl Wählende | Wahlbe- teiligung | Gewählte und Nichtgewählte | Partei         | Stimmen                                   | Anteil                                    |
| --------- | ----- | ---------------- | ----------------- | --------------- | ----------------- | --- | -------------- | ----------------------------------------- | ----------------------------------------- |
| Nr. 39    | 4     | 28. Oktober 1860 | 21 833            | 16 251          | 74,4 %            | Johann Ludwig Sulzberger Johann Messmer Johann Georg Kreis Johann Baptist von Streng Philipp Gottlieb Labhardt Augustin Ramsperger | FL LM FL DL KK | 13 543 13 455 13 212 13 088 04 555 02 232 | 90,0 % 90,0 % 88,4 % 87,5 % 30,5 % 14,9 % |

### Kanton Uri (1 Sitz)
| Wahlkreis | Sitze | Datum            | Wahlbe- rechtigte | Gewählte         | Partei |
| --------- | ----- | ---------------- | ----------------- | ---------------- | ------ |
| Nr. 14    | 1     | 28. Oktober 1860 | ca. 3 200         | Alexander Muheim | KK     |

### Kanton Waadt (10 Sitze)
| Wahlkreis | Sitze | Datum                           | Wahlbe- rechtigte | Anzahl Wählende | Wahlbe- teiligung | Gewählte und Nichtgewählte                                                                                               | Partei            | Stimmen                                         | Anteil                                                  |
| --------- | ----- | ------------------------------- | ----------------- | --------------- | ----------------- | --- | ----------------- | ----------------------------------------------- | ------------------------------------------------------- |
| Nr. 42    | 4     | 28. Oktober 1860                | 18 337            | 8 258           | 45,0 %            | Constant Fornerod Édouard Dapples François Corboz Henri Jan Victor Ruffy Henri Blanchenay Jules Martin Ferdinand Lecomte | FL LM FL LM FL FL | 5 492 5 461 4 262 4 047 3 939 3 097 2 960 2 222 | 66,5 % 66,1 % 51,6 % 49,0 % 47,7 % 37,5 % 35,8 % 26,9 % |
| Nr. 42    | 4     | 11. November 1860 (2. Wahlgang) | ca. 19 000        | 8 549           | 45,0 %            | Henri Jan Victor Ruffy                                                                                                   | LM FL             | 4 844 3 553                                     | 56,7 % 41,6 %                                           |
| Nr. 42    | 4     | 6. Januar 1861                  | ca. 19 000        | 6 341           | 33,4 %            | Victor Ruffy Jules Eytel                                                                                                 | FL DL             | 3 973 2 017                                     | 62,7 % 31,8 %                                           |
| Nr. 43    | 3     | 28. Oktober 1860                | 16 409            | 6 203           | 37,8 %            | Jean-Louis Demiéville Charles Estoppey Samuel Déglon Constant Fornerod Abram-Daniel Meystre                              | LM FL LM DL       | 5 766 5 259 3 753 2 229 0 898                   | 93,0 % 84,8 % 60,5 % 35,9 % 14,5 %                      |
| Nr. 44    | 3     | 28. Oktober 1860                | 14 478            | 6 690           | 46,2 %            | Charles Bontems Louis-Henri Delarageaz Jean-Louis Ancrenaz John Berney Constant Fornerod Auguste Audemars                | LM FL DL FL FL    | 6 050 3 714 3 678 2 533 1 563 1 077             | 90,4 % 55,5 % 55,0 % 37,9 % 23,4 % 16,1 %               |

### Kanton Wallis (4 Sitze)
| Wahlkreis | Sitze | Datum            | Wahlbe- rechtigte | Anzahl Wählende | Wahlbe- teiligung | Gewählte und Nichtgewählte                                 | Partei      | Stimmen                 | Anteil                      |
| --------- | ----- | ---------------- | ----------------- | --------------- | ----------------- | ---------------------------------------------------------- | ----------- | ----------------------- | --------------------------- |
| Nr. 45    | 1     | 28. Oktober 1860 | 5 632             | 4 008           | 71,2 %            | Alexis Allet                                               | KK          | 3 729                   | 93,0 %                      |
| Nr. 46    | 1     | 28. Oktober 1860 | 5 391             | 3 579           | 66,4 %            | Adrien de Courten Henri Ducrey                             | KK FL       | 2 387 1 173             | 66,7 % 32,8 %               |
| Nr. 47    | 2     | 28. Oktober 1860 | 10 423            | 5 664           | 54,3 %            | Louis Barman Joseph Torrent Antoine Luder Camille de Werra | FL FL KK KK | 3 120 3 052 2 630 2 419 | 55,1 % 53,9 % 46,4 % 42,7 % |

### Kanton Zug (1 Sitz)
| Wahlkreis | Sitze | Datum            | Wahlbe- rechtigte | Anzahl Wählende | Wahlbe- teiligung | Gewählte und Nichtgewählte | Partei | Stimmen | Anteil |
| --------- | ----- | ---------------- | ----------------- | --------------- | ----------------- | -------------------------- | ------ | ------- | ------ |
| Nr. 19    | 1     | 28. Oktober 1860 | 4 350             | 1 428           | 32,8 %            | Wolfgang Henggeler         | LM     | 1 422   | 99,6 % |

### Kanton Zürich (13 Sitze)
| Wahlkreis | Sitze | Datum                           | Wahlbe- rechtigte | Anzahl Wählende | Wahlbe- teiligung | Gewählte und Nichtgewählte | Partei            | Stimmen                                         | Anteil                                                  |
| --------- | ----- | ------------------------------- | ----------------- | --------------- | ----------------- | --- | ----------------- | ----------------------------------------------- | ------------------------------------------------------- |
| Nr. 1     | 4     | 28. Oktober 1860                | 20 714            | 5 026           | 24,7 %            | Paul Carl Eduard Ziegler Alfred Escher Johann Jakob Treichler Georg Joseph Sidler Johann Stapfer Hans Ott Heinrich Hüni Johann Jakob Widmer | ER LM ER DL LM LM | 4 573 4 518 3 661 2 370 1 050 1 024 0 762 0 501 | 91,0 % 89,9 % 72,8 % 47,2 % 20,9 % 20,4 % 15,2 % 10,0 % |
| Nr. 1     | 4     | 11. November 1860 (2. Wahlgang) | ca. 20 000        | 2 869           | 14,4 %            | Georg Joseph Sidler Hans Ott | LM DL             | 1 931 0 380                                     | 67,3 % 13,2 %                                           |
| Nr. 2     | 3     | 28. Oktober 1860                | 16 221            | 2 613           | 16,1 %            | Jonas Furrer Hermann Stadtmann Karl Adolf Huber Hans Ott Paul Carl Eduard Ziegler                                                           | LM LM DL ER       | 2 485 2 128 2 044 0 433 0 250                   | 95,1 % 81,4 % 78,2 % 16,6 % 09,6 %                      |
| Nr. 2     | 3     | 6. Januar 1861                  | 16 233            | 1 776           | 10,9 %            | Johann Heinrich Fierz Hans Ott | LM DL             | 1 328 0 435                                     | 74,8 % 24,4 %                                           |
| Nr. 3     | 3     | 28. Oktober 1860                | 16 050            | 4 226           | 26,3 %            | Hans Heinrich Zangger Rudolf Wäffler Heinrich Rüegg Johann Jakob Sulzer Wilhelm Hertenstein                                                 | LM LM DL DL       | 3 680 3 010 2 850 1 137 0 820                   | 87,1 % 71,2 % 67,4 % 26,9 % 19,4 %                      |
| Nr. 4     | 3     | 28. Oktober 1860                | 15 700            | 3 414           | 21,8 %            | Rudolf Benz Ulrich Meister sr. Johann Jakob Bucher Johann Jakob Sulzer Paul Carl Eduard Ziegler                                             | LM LM DL ER       | 3 168 2 955 1 936 1 003 0 774                   | 92,8 % 86,6 % 56,7 % 29,4 % 22,7 %                      |

## Ersatzwahlen bis 1863
Aufgrund von Vakanzen während der darauf folgenden 5. Legislaturperiode fanden in sieben Wahlkreisen neun Ersatzwahlen statt.
| Wahlkreis / Kanton | Ersatz für                        | Datum             | Wahlbe- rechtigte | Anzahl Wählende | Wahlbe- teiligung | Gewählte und Nichtgewählte               | Partei | Stimmen     | Anteil        |
| ------------------ | --------------------------------- | ----------------- | ----------------- | --------------- | ----------------- | ---------------------------------------- | ------ | ----------- | ------------- |
| Nr. 1 (ZH)         | Georg Joseph Sidler               | 23. Juni 1861     | 20 928            | 1 376           | 6,6 %             | Johann Stapfer Hans Ott                  | ER DL  | 0 916 0 115 | 66,6 % 08,4 % |
| Nr. 2 (ZH)         | Hermann Stadtmann                 | 21. Dezember 1862 | 16 323            | 1 556           | 9,5 %             | Heinrich Honegger Johann Weber           | LM LM  | 0 879 0 347 | 56,6 % 22,3 % |
| Nr. 13 (LU)        | Josef Sigmund Bühler Franz Widmer | 28. Juni 1863     | ca. 11 000        | 3 272           | 29,7 %            | Anton Hunkeler Hans Theiler              | FL FL  | 2 166 2 076 | 66,2 % 63,4 % |
| Nr. 35 (GR)        | Caspar de Latour                  | 10. März 1861     | ca. 5 100         | 3 835           | 75,1 %            | Johann R. von Toggenburg Alois de Latour | KK FL  | 2 007 1 803 | 52,3 % 47,0 % |
| Nr. 39 (TG)        | Johann Georg Kreis                | 7. Juni 1863      | 22 841            | 15 434          | 67,6 %            | Augustin Ramsperger Paul Nagel           | KK DL  | 9 988 2 304 | 64,7 % 14,9 % |
| Nr. 40 (TI)        | Giacomo Luvini                    | 29. Juni 1862     | ca. 15 000        | 7 122           | 47,5 %            | Carlo Battaglini Massimiliano Magatti    | FL KK  | 4 144 2 978 | 58,2 % 41,8 % |
| Nr. 40 (TI)        | Giovanni Battista Ramelli         | 28. Dezember 1862 | ca. 15 000        | 5 627           | 37,5 %            | Augusto Fogliardi                        | FL     | 5 594       | 99,4 %        |
| Nr. 43 (VD)        | Samuel Déglon                     | 22. Juni 1862     | 16 312            | 6 495           | 39,8 %            | Charles Burnand Abram-Daniel Meystre     | LM FL  | 3 374 2 887 | 52,0 % 44,5 % |

## Quelle
- Erich Gruner: Die Wahlen in den Schweizerischen Nationalrat 1848–1919. Band 3. Francke Verlag, Bern 1978, ISBN 3-7720-1445-3, S. 71–83.